# British Journal of Educational Technology
British Journal of Educational Technology (BJET) — це рецензований науковий журнал, який видає Wiley-Blackwell (John Wiley & Sons) від імені Британської асоціації освітніх досліджень (BERA).
Журнал висвітлює розробки в освітніх технологіях, а статті охоплюють весь спектр освіти та навчання, зосереджуючись на теорії, застосуванні та розвитку освітніх технологій і комунікацій.
Імпакт-фактор (2022): 6,6. Journal Citation Reports (Clarivate, 2023): 12/269 в категорії "Освіта та освітні дослідження (соціальні науки)". Завдяки цьому імпакт-фактору BJET продовжує займати перші місця серед загальних журналів про освітні технології.

## Цілі та сфера застосування
BJET є основним джерелом для вчених і професіоналів у сфері цифрових освітніх і навчальних технологій у всьому світі. Він публікує теоретичні погляди, методологічні розробки та високоякісні емпіричні дослідження, які демонструють, як застосування навчальних/освітніх технологічних систем, мереж, інструментів і ресурсів до покращення формальної та неформальної освіти на всіх рівнях, від раннього віку до вищого, професійно-технічної освіти, підвищення кваліфікації та корпоративного навчання.

## Реферування та індексування інформації
- Academic Search (EBSCO Publishing)
- Academic Search Elite (EBSCO Publishing)
- Academic Search Premier (EBSCO Publishing)
- Advanced Technologies & Aerospace Database (ProQuest)
- British Education Index (EBSCO Publishing)
- Current Contents: Social & Behavioral Sciences (Clarivate Analytics)
- Education Collection (ProQuest)
- Education Database (ProQuest)
- Education Index/Abstracts (EBSCO Publishing)
- ERA: Educational Research Abstracts Online (T&F)
- Ergonomics Abstracts (EBSCO Publishing)
- ERIC: Educational Resources Information Center (CSC)
- IBR & IBZ: International Bibliographies of Periodical Literature (KG Saur)
- INSPEC (IET)
- ISI Alerting Services
- Journal Citation Reports/Social Science Edition (Clarivate Analytics)
- OmniFile Full Text Mega Edition (HW Wilson)
- OmniFile Full Text Select (HW Wilson)
- Periodical Index Online (ProQuest)
- Professional Development Collection (EBSCO Publishing)
- ProQuest Central (ProQuest)
- ProQuest Central K-82
- PsycINFO/Psychological Abstracts (APA)
- SciTech Premium Collection (ProQuest)
- SCOPUS (Elsevier)
- Social Science Premium Collection (ProQuest)
- Social Sciences Citation Index (Clarivate Analytics)
- Sociological Collection (EBSCO Publishing)
- Studies on Women & Gender Abstracts (T&F)
- Technology Collection (ProQuest)[2]